# Sklářská muzika

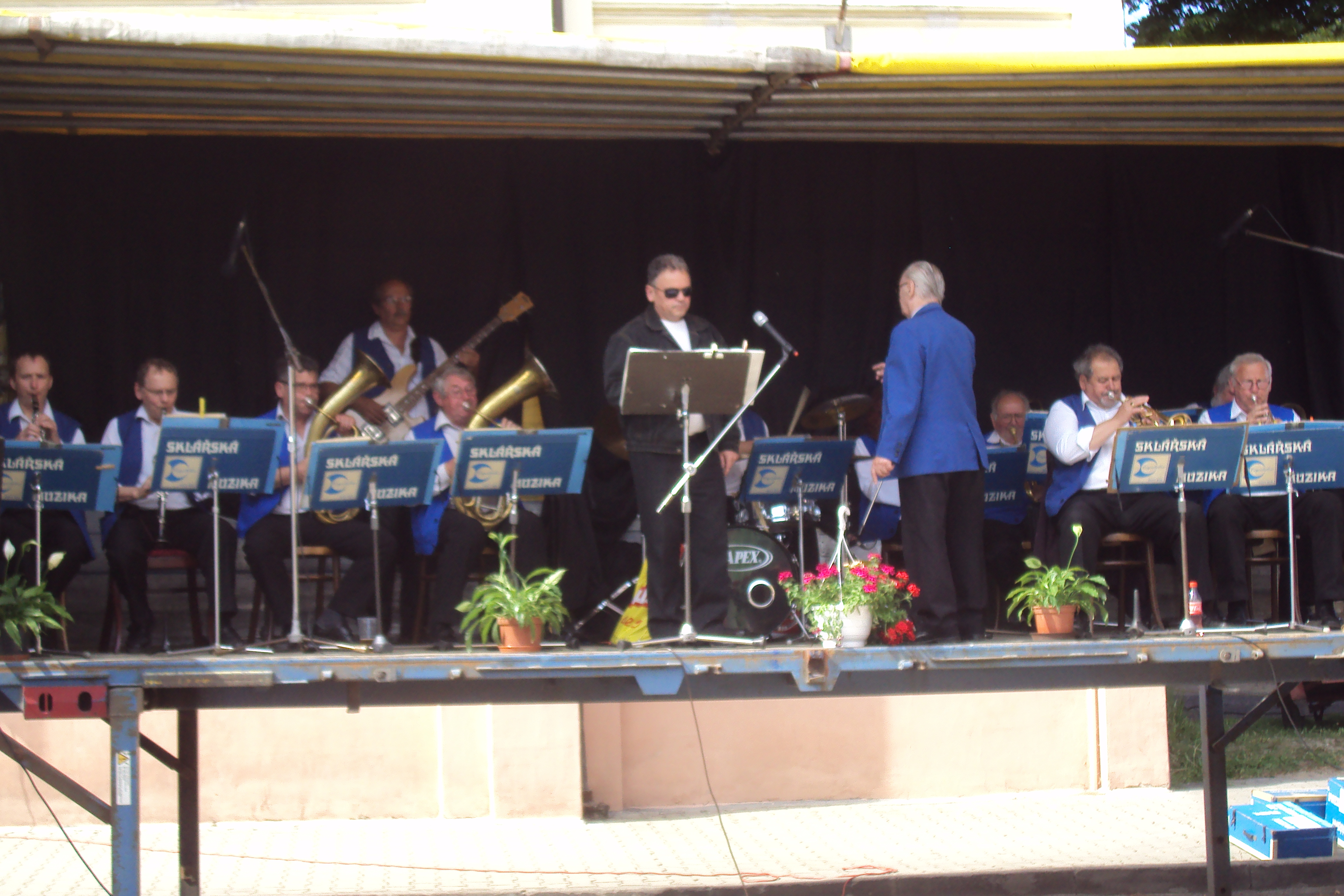
Sklářská muzika hrála v Zákupech, květen 2012

Sklářská muzika je dechový soubor hlavně z Nového Boru vedený kapelníkem Miloslavem Dočkalem. Byla založena v roce 1973 původně pod jménem Seveřanka. Je aktivní stále.

## Členové skupiny
V průběhu více než 40 let trvání kapely se obsazení nástroji i muzikanty stále měnilo, jen kapelník zůstává.

## Vystoupení
Skupina vystupovala na řadě pódií zejména v Česku a Německu. Je stálým hostem Sklářských slavností v Novém Boru, vystoupila i na Císařských slavnostech v Zákupech.

## Zajímavosti
Kapelník Miloslav Dočkal byl oceněn v roce 2014 městem Nový Bor Cenou Ď za propagaci města a sklářství v Česku i zahraničí. 